# 羊土社
株式会社羊土社（ようどしゃ）は、日本の医学出版社。

## 概要
1979年2月7日に設立された出版社。医学、生命科学に関する出版物を発行している。2017年の紀伊國屋書店のランキングで69位、丸善ジュンク堂書店で50位、2015年のアマゾンジャパンの「和書および雑誌部門」で48位と複数の出版社別年間売上ランキングでベスト100に入っている。

## 出版物
基礎医学系の書籍、臨床医学系の書籍、教科書などを出版している。

### 定期刊行物
- 『実験医学』
1983年創刊の月刊誌[2]。羊土社が最初に創刊した雑誌であり、生命科学の最先端研究を紹介している[1]。命名したのは創刊時から編集顧問を務める村松正實であり、当時は東京大学教授だった[6]。初期の編集顧問としては、他に森脇和郎、山村雄一、江橋節郎ら生命科学者、医学者の名前があげられている[6]。
- 『レジデントノート』
1999年創刊の月刊誌[2]。羊土社では日本初の研修医のための雑誌だと説明している[1]。
- 『Gノート』
2014年創刊の隔月刊誌[2]。総合診療の雑誌[1]。

## 加盟協会
- 日本医書出版協会[2]
- 自然科学書協会[2]
- 全国医書同業会[2]
- 全国出版協会[2]